# Garth Snow
Pour les articles homonymes, voir Snow.
Garth Snow (né le 28 juillet 1969 à Wrentham, Massachusetts, États-Unis) est un gardien de but professionnel américain de hockey sur glace.
Il a été le directeur général des Islanders de New York de la Ligue nationale de hockey entre 2006 et 2018.

## Biographie

### Carrière comme joueur
Garth Snow est un choix de 6e tour des Nordiques de Québec au repêchage d'entrée de la Ligue nationale de hockey en 1987. Le gardien américain joue son hockey universitaire avec l'Université du Maine. Il y évolue durant quatre saisons, et durant trois années consécutives, il est le gardien de but avec le plus de victoires dans le championnat universitaire (NCAA). Snow fait partie de l'équipe olympique américaine aux Jeux olympiques de Lillehammer en 1994, puis rejoint les Nordiques et fait ses débuts dans la LNH à la fin de la saison 1993-1994, participant à cinq rencontres.
En 1994-1995, Garth Snow évolue dans la Ligue américaine de hockey avec le club-école des Nordiques, les Aces de Cornwall. Il remporte 32 victoires en 62 matchs. À l'issue de cette saison, lorsque les Nordiques de Québec sont relocalisées au Colorado, où ils devinrent l'Avalanche, Snow est échangé aux Flyers de Philadelphie contre deux choix de repêchage. Chez les Flyers, le gardien américain est le substitut de Ron Hextall pendant deux saisons. Il joua en alternance avec Hextall lors des séries éliminatoires de 1997, où Philadelphie atteint la finale de la Coupe Stanley, perdue aux mains des Red Wings de Détroit. Snow officie durant la deuxième partie de la série finale.
Vers la fin de la saison 1997-98, les Flyers l'échangent aux Canucks de Vancouver contre un autre gardien, le vétéran Sean Burke. C'est avec Vancouver qu'il connaît sa meilleure saison en 1998-1999, avec 20 victoires (dont 6 par blanchissage) contre 31 défaites. Après deux années chez les Canucks, il signe comme agent libre avec les Penguins de Pittsburgh d'abord, où il joue en 2000-2001, puis avec les Islanders de New York.
Durant le lock-out qui a causé l'annulation de la saison 2004-2005 de la LNH, Snow a joué au hockey à Saint-Pétersbourg en Russie. Avec les Islanders, le vétéran est tour à tour substitut de Chris Osgood et Rick DiPietro jusqu'à l'annonce de sa retraite comme joueur, à la fin de la saison 2005-2006.

### Directeur général des Islanders
Garth Snow a annoncé sa retraite le 8 juin 2006 pour accepter le poste de directeur-gérant de la dernière équipe de la LNH pour laquelle il a évolué, les Islanders de New York Il succède à Neil Smith, qui n'est directeur général des Islanders que pour 41 jours. La décision a été mal acceptée par certains observateurs, d'aucuns ne comprenant pas pourquoi l'équipe avait congédié un homme de hockey respecté ayant remporté la Coupe Stanley chez les Rangers, pour le remplacer par un ancien joueur n'ayant aucune expérience à un poste de direction.
Cependant, Snow, qui possède une diplôme de l'Université du Maine en administration, est nommé dirigeant de l'année dans la LNH par le magazine Sports Illustrated en 2006-2007. L'acquisition de joueurs tels que Ryan Smyth, Richard Zedník ou Marc-André Bergeron ont permis aux Islanders d'accéder aux séries éliminatoires.

## Statistiques

### En club
| Saison     | Équipe                            | Ligue      |     | Saison régulière | Saison régulière | Saison régulière | Saison régulière | Saison régulière | Saison régulière | Saison régulière | Saison régulière | Saison régulière | Saison régulière |   | Séries éliminatoires | Séries éliminatoires | Séries éliminatoires | Séries éliminatoires | Séries éliminatoires | Séries éliminatoires | Séries éliminatoires | Séries éliminatoires | Séries éliminatoires |
| Saison     | Équipe                            | Ligue      | PJ  | V                | D                | Pr/N             | Min              | BC               | Moy              | % Arr            | Bl               | Pun              | PJ               | V | D                    | Min                  | BC                   | Moy                  | % Arr                | Bl                   | Pun                  |                      |                      |
| 1988-1989  | Université du Maine               | H. East    | 5   | 2                | 2                | 0                | 241              | 14               | 3,49             |                  | 1                |                  | -                | - | -                    | -                    | -                    | -                    | -                    | -                    |                      |                      |                      |
| 1990-1991  | Université du Maine               | H. East    | 25  | 18               | 4                | 0                | 1290             | 64               | 2,98             | 87,9             | 2                |                  | -                | - | -                    | -                    | -                    | -                    | -                    | -                    |                      |                      |                      |
| 1991-1992  | Université du Maine               | H. East    | 31  | 25               | 4                | 0                | 1792             | 73               | 2,44             | 88,3             | 2                |                  | -                | - | -                    | -                    | -                    | -                    | -                    | -                    |                      |                      |                      |
| 1992-1993  | Université du Maine               | H. East    | 23  | 21               | 0                | 1                | 1210             | 42               | 2,08             |                  | 1                |                  | -                | - | -                    | -                    | -                    | -                    | -                    | -                    |                      |                      |                      |
| 1993-1994  | Équipe des États-Unis             | Intl       | 23  | 13               | 5                | 3                | 1324             | 71               | 3,22             |                  | 1                |                  | -                | - | -                    | -                    | -                    | -                    | -                    | -                    |                      |                      |                      |
| 1993-1994  | Aces de Cornwall                  | LAH        | 16  | 6                | 5                | 3                | 927              | 51               | 3,30             | 89,1             | 0                |                  | 13               | 8 | 5                    | 790                  | 42                   | 3,19                 |                      | 0                    |                      |                      |                      |
| 1993-1994  | Nordiques de Québec               | LNH        | 5   | 3                | 2                | 0                | 279              | 16               | 3,44             | 87,4             | 0                |                  | -                | - | -                    | -                    | -                    | -                    | -                    | -                    |                      |                      |                      |
| 1994-1995  | Aces de Cornwall                  | LAH        | 62  | 32               | 20               | 7                | 3558             | 162              | 2,73             | 90,0             | 3                |                  | 8                | 4 | 3                    | 402                  | 14                   | 2,09                 |                      | 2                    |                      |                      |                      |
| 1994-1995  | Nordiques de Québec               | LNH        | 2   | 1                | 1                | 0                | 119              | 11               | 5,55             | 82,5             | 0                |                  | 1                | 0 | 0                    | 9                    | 1                    | 6,78                 | 66,7                 | 0                    |                      |                      |                      |
| 1995-1996  | Flyers de Philadelphie            | LNH        | 26  | 12               | 8                | 4                | 1437             | 69               | 2,88             | 89,4             | 0                |                  | 1                | 0 | 0                    | 1                    | 0                    | 0,00                 |                      | 0                    |                      |                      |                      |
| 1996-1997  | Flyers de Philadelphie            | LNH        | 35  | 14               | 8                | 8                | 1884             | 79               | 2,52             | 90,3             | 2                |                  | 12               | 8 | 4                    | 699                  | 33                   | 2,83                 | 89,2                 | 0                    |                      |                      |                      |
| 1997-1998  | Flyers de Philadelphie            | LNH        | 29  | 14               | 9                | 4                | 1651             | 67               | 2,43             | 90,2             | 1                |                  | -                | - | -                    | -                    | -                    | -                    | -                    | -                    |                      |                      |                      |
| 1997-1998  | Canucks de Vancouver              | LNH        | 12  | 3                | 6                | 0                | 504              | 26               | 3,10             | 90,1             | 0                |                  | -                | - | -                    | -                    | -                    | -                    | -                    | -                    |                      |                      |                      |
| 1998-1999  | Canucks de Vancouver              | LNH        | 65  | 20               | 31               | 8                | 3501             | 171              | 2,93             | 90,0             | 6                |                  | -                | - | -                    | -                    | -                    | -                    | -                    | -                    |                      |                      |                      |
| 1999-2000  | Canucks de Vancouver              | LNH        | 32  | 10               | 15               | 3                | 1712             | 76               | 2,66             | 90,2             | 0                |                  | -                | - | -                    | -                    | -                    | -                    | -                    | -                    |                      |                      |                      |
| 2000-2001  | Penguins de Pittsburgh            | LNH        | 35  | 14               | 15               | 4                | 2032             | 101              | 2,98             | 90,0             | 3                |                  | -                | - | -                    | -                    | -                    | -                    | -                    | -                    |                      |                      |                      |
| 2000-2001  | Penguins de Wilkes-Barre/Scranton | LAH        | 3   | 2                | 1                | 0                | 178              | 7                | 2,36             | 92,0             | 0                |                  | -                | - | -                    | -                    | -                    | -                    | -                    | -                    |                      |                      |                      |
| 2001-2002  | Islanders de New York             | LNH        | 25  | 10               | 7                | 2                | 1217             | 55               | 2,71             | 90,0             | 2                |                  | 1                | 0 | 0                    | 26                   | 2                    | 4,71                 | 89,5                 | 0                    |                      |                      |                      |
| 2002-2003  | Islanders de New York             | LNH        | 43  | 16               | 17               | 5                | 2390             | 92               | 2,31             | 91,8             | 1                |                  | 5                | 1 | 4                    | 305                  | 12                   | 2,36                 | 91,0                 | 1                    |                      |                      |                      |
| 2003-2004  | Islanders de New York             | LNH        | 39  | 14               | 15               | 5                | 2015             | 94               | 2,80             | 89,9             | 1                |                  | -                | - | -                    | -                    | -                    | -                    | -                    | -                    |                      |                      |                      |
| 2004-2005  | SKA Saint-Pétersbourg             | Superliga  | 16  |                  |                  |                  |                  |                  | 2,75             |                  | 1                |                  | -                | - | -                    | -                    | -                    | -                    | -                    | -                    |                      |                      |                      |
| 2005-2006  | Islanders de New York             | LNH        | 20  | 4                | 13               | 1                | 1096             | 68               | 3,72             | 88,6             | 0                |                  | -                | - | -                    | -                    | -                    | -                    | -                    | -                    |                      |                      |                      |
| 2005-2006  | Sound Tigers de Bridgeport        | LAH        | 1   | 1                | 0                | 0                | 60               | 1                | 1,00             | 96,7             | 0                |                  | -                | - | -                    | -                    | -                    | -                    | -                    | -                    |                      |                      |                      |
| Totaux LNH | Totaux LNH                        | Totaux LNH | 368 | 135              | 147              | 44               | 19 837           | 925              | 2,80             | 90,0             | 16               |                  | 20               | 9 | 8                    | 1 039                | 48                   | 2,77                 | 89,6                 | 1                    |                      |                      |                      |

### En équipe nationale
| Année | Équipe     | Compétition          |   | PJ | V | D | Pr/N | Min | BC   | Moy  | % Arr | Bl | Pun       |  | Résultat |
| 1994  | États-Unis | Jeux olympiques      | 5 | 1  | 3 | 1 | 299  | 17  | 3,41 | 88,1 | 0     |    | 8e place  |  |          |
| 1998  | États-Unis | Championnat du monde | 5 | 1  | 2 | 1 | 260  | 12  | 2,77 |      | 0     |    | 12e place |  |          |